# Victor Noir
Victor Noir (pseudônimo de Yvan Salmon Attigny, Vosgos, 27 de julho de 1848 – Paris, 10 de janeiro de 1870) foi um jornalista francês importante pela forma que morreu e pelas circunstâncias políticas de seu falecimento. Sua tumba no Cemitério do Père Lachaise — o maior de Paris — converteu-se num símbolo de fertilidade, devido à protuberância das partes íntimas da estátua feita pelo escultor Jules Dalou que representa Noir, quando ficou caído após ser atingido pelo disparo. A lenda diz que quem colocar uma flor na cartola, beijar seus lábios, esfregar seus sapatos ou a parte saltada encontrará um parceiro ou terá um filho. Noir foi baleado e morto pelo primo de Napoleão III de França, Pierre Bonaparte que era contrário ao imperialismo francês. De fato, seus sapatos e a região da parte íntima do monumento estão gastos. Seus pais eram Joseph Jacques Salmon e Joséphine Élisabeth Noir.

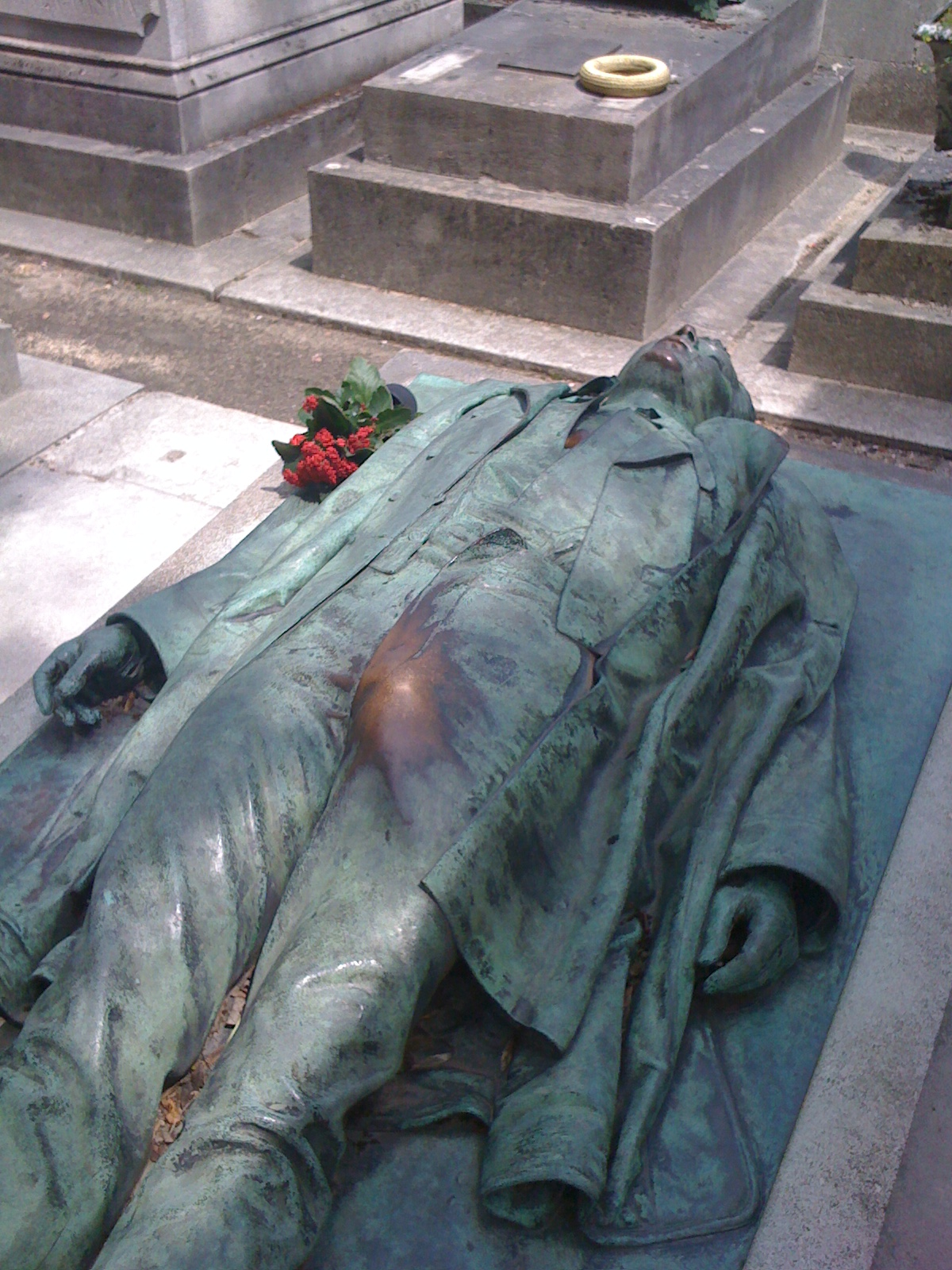
A tumba de Victor Noir por Jules Dalou no Cemitério do Père-Lachaise, París.